# South of Heaven
South of Heaven is het vierde studioalbum van Slayer. Het album werd uitgebracht op 5 juli 1988 na het doorbraakalbum Reign in Blood.

## Muziekstijl
South of Heaven heeft een aantal kenmerkende veranderingen qua muziekstijl, in vergelijking tot voorgaande albums. Zo ligt het tempo in veel nummers een stuk lager. Daarnaast maakt Slayer minder gebruik van distorted (=vervormde) gitaar. Deze wijzigingen leverden flinke kritiek op, mede doordat veel fans teleurgesteld waren omdat zij de oude stijl van voorgaande albums gewend waren. Desalniettemin zijn nummers als "Mandatory Suicide" en de titel-track "South of Heaven" veelvoudig terugkerende nummers, als Slayer optreedt.

## Tracklist
| Nr. | Titel                                    | Schrijver(s)                            | Duur |
| --- | ---------------------------------------- | --------------------------------------- | ---- |
| 1.  | South of Heaven                          | Tom Araya, Jeff Hanneman                | 4:58 |
| 2.  | Silent Scream                            | Araya,Hanneman, Kerry King              | 3:07 |
| 3.  | Live Undead                              | King, Araya, Hanneman                   | 3:50 |
| 4.  | Behind the Crooked Cross                 | Hanneman                                | 3:15 |
| 5.  | Mandatory Suicide                        | Araya, Hanneman, King                   | 4:05 |
| 6.  | Ghosts of War                            | Hanneman, King                          | 3:53 |
| 7.  | Read Between the Lies                    | King, Araya, Hanneman                   | 3:20 |
| 8.  | Cleanse the Soul                         | King, Araya, Hanneman                   | 3:02 |
| 9.  | Dissident Aggressor (Judas Priest cover) | Rob Halford, K.K. Downing, Glenn Tipton | 2:35 |
| 10. | Spill the Blood                          | Hanneman                                | 4:48 |

## Bandleden
- Tom Araya - Basgitaar, vocalen
- Jeff Hanneman - Gitaar
- Kerry King - Gitaar, achtergrondzang
- Dave Lombardo - Drums